# Vřesovice

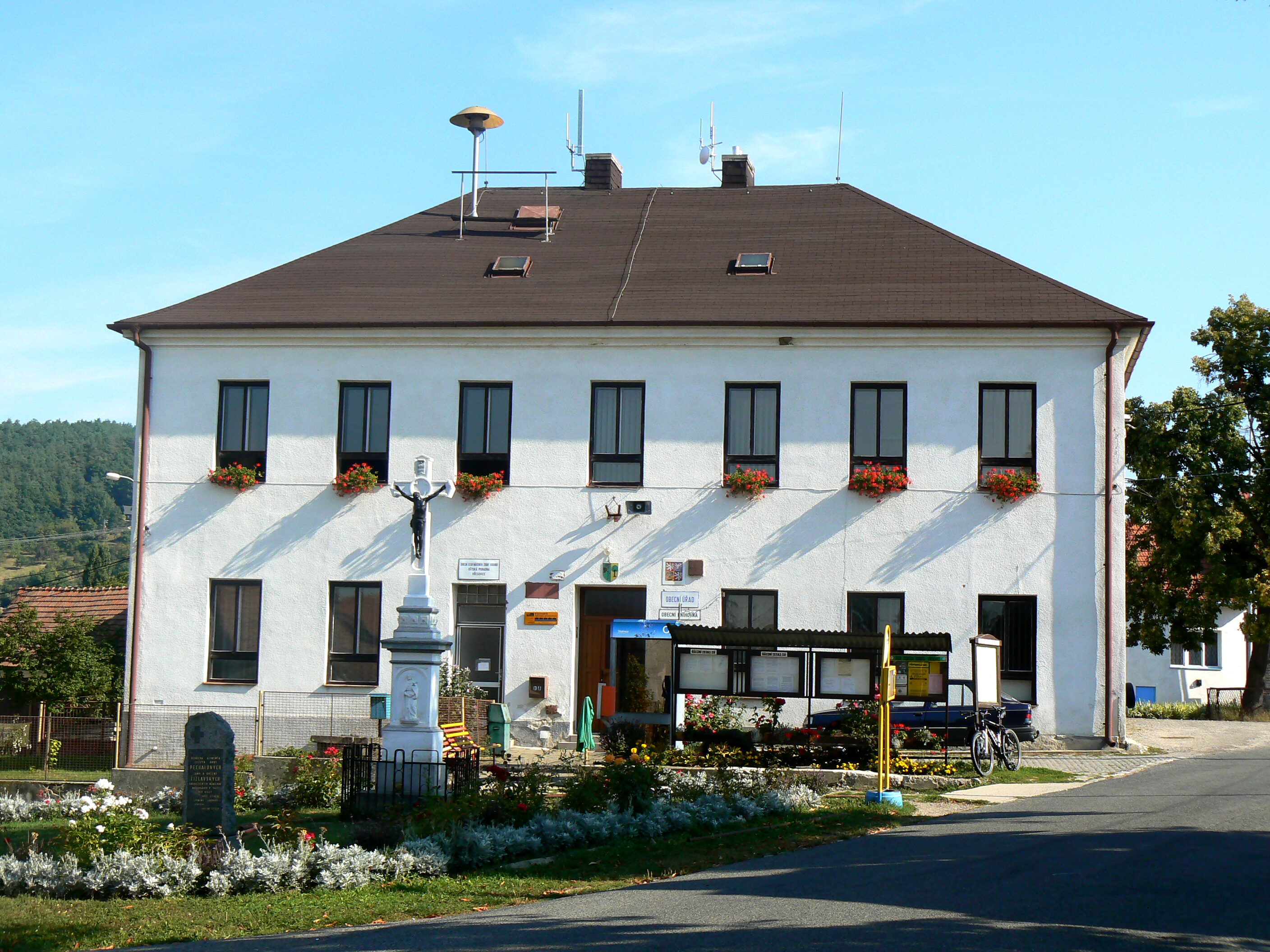
Gemeindeamt

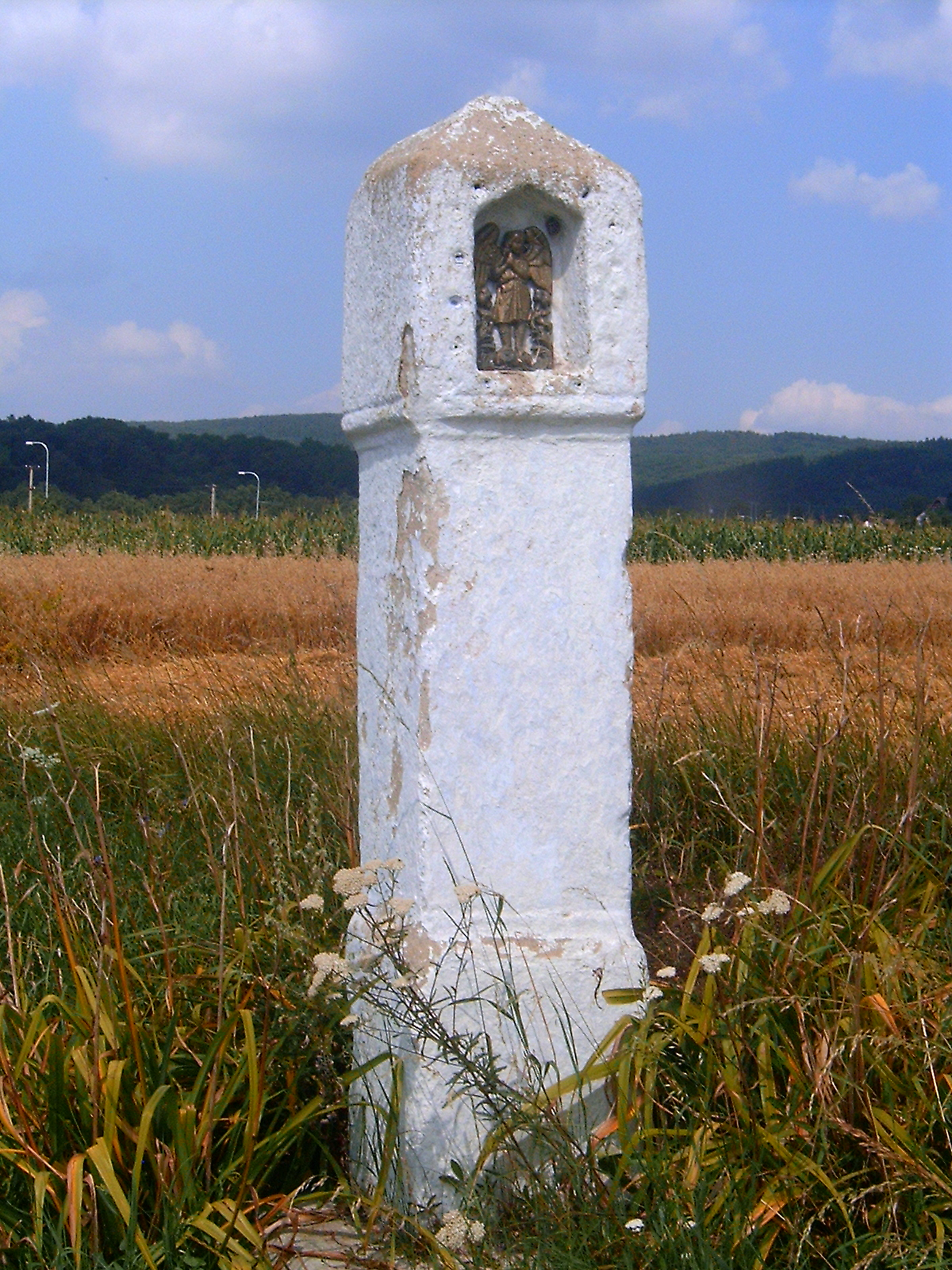
Bildstock am Wegekreuz nach Osvětimany

Vřesovice, bis 1924 Březovice (deutsch Wresowitz, früher auch Brzesowitz, Bresowitz) ist eine Gemeinde in Tschechien. Sie liegt neun Kilometer nordöstlich von Kyjov und gehört zum Okres Hodonín.

## Geographie
Vřesovice befindet sich am südlichen Fuße des Marsgebirges im Hügelland Kyjovská pahorkatina. Das Dorf erstreckt sich im Tal des Baches Vřesovický potok bis zu dessen Einmündung in den Skalecký potok. Nördlich erhebt sich der Holý kopec (458 m), im Nordosten die Čertova skála (504 m), südöstlich die Hačky (346 m), im Westen der Paní háj (410 m) sowie nordwestlich die Malá Ostrá (480 m), Velká Ostrá (531 m) und der Bradlo (543 m). Gegen Nordosten liegen die Teiche Klimentské rybníky, östlich der Stausee Osvětimany.
Nachbarorte sind Kobylí Doly, Vršava, Lískovec und Střílky im Norden, Paseky, Skelná Huť, Stupava, Jantar und Vranovy Žleby im Nordosten, Osvětimany im Osten, Hruškovice, Hostějov und Syrovín im Südosten, Labuty im Süden, Dolní Moštěnice und Moravany im Südwesten, Josefinský Dvůr im Westen sowie Podhoří, Zavadilka, Haluzice, Jestřabice, Mouchnice und Koryčany im Nordwesten.

## Geschichte
Die erste schriftliche Erwähnung von Vřesovice erfolgte im Jahre 1358, im Zuge der Beurkundung einer Schenkung des Markgrafen Johann Heinrich über das Dorf Vřesovice, die St. Klemenskapelle auf dem Klemensberg und die Wüstung Ransberg an das Augustinereremitenkloster St. Thomas in Brünn. Tatsächlich erfolgte die Schenkung um 1350, denn zu dieser Zeit begannen die Augustiner mit der Errichtung des Klosters auf dem St. Klemensberg. Nachfolgend errichtete der Orden in Vřesovice eine Propstei, der die Güter in Vřesovice und der Besitz des Klosters unterstanden. Im Dorf befand sich eine Feste. Im 14. und 15. Jahrhundert bestand in Vřesovice zudem ein Freihof. Als die Hussiten 1421 das Kloster plünderten, floh ein Teil der Augustiner in die Feste. Zwischen 1541 und 1549 verpfändete der Orden Vřesovice für 300 Schock Groschen an Georg Puzmann von Perstorf. Nach der Niederschlagung des Ständeaufstandes von 1548 konfiszierte König Ferdinand I. dessen Güter und gab Vřesovice zunächst den Augustinern zurück. Nachdem Vřesovice 1550 erneut dem König zugefallen war, reichte dieser die Güter umgehend an Přemek von Víckov weiter. 1564 fiel Vřesovice als Pfand an die Königsstadt Kyjov, diese kaufte das Dorf am 5. Juli 1577 auf. Seit dieser Zeit blieb Vřesovice immer nach Kyjov untertänig. Bis 1748 unterstand das Dorf zudem der peinlichen Gerichtsbarkeit des Lowczowe prawo (Jagdgericht) auf Buchlov. Die Bewohner von Vřesovice lebten vor allem vom Obstbau.
Nach der Aufhebung der Patrimonialherrschaften bildete Březovice/Brzesowitz ab 1850 eine Gemeinde in der Bezirkshauptmannschaft Gaya. Im Jahre 1874 entstand in Březovice eine eigene Dorfschule. 1901 gründete sich die Freiwillige Feuerwehr. Seit 1924 führt die Gemeinde den amtlichen Namen Vřesovice/Wresowitz. Nach der Aufhebung des Okres Kyjov wurde Vřesovice 1960 dem Okres Hodonín zugeordnet.

## Gemeindegliederung
Für die Gemeinde Vřesovice sind keine Ortsteile ausgewiesen. Zu Vřesovice gehören die Ansiedlungen Josefinský Dvůr (Josephshof), Kobylí Doly, Paseky und Podhoří.

## Sehenswürdigkeiten
- Kapelle
- Bildstock am Wegekreuz nach Osvětimany
- Denkmal der Kriegsgefallenen
- Hora svatého Klimenta (St. Klemensberg) mit Kapelle des hl. Klemens, Grundmauern der Kirche und Burgwall, archäologische Fundstätte, drei Kilometer nördlich im Marsgebirge, auf dem Berg befand sich seit dem 9. Jahrhundert eine Burgstätte, die wahrscheinlich im 12. Jahrhundert erlosch. Im Jahre 1350 errichteten die Augustinereremiten auf dem St. Klemensberg ein Kloster, das 1421 von den Hussiten zerstört wurde.
- Koritschaner Kapelle (Koryčanská kaple), drei Kilometer nördlich im Marsgebirge
- Ruine der Burg Cimburk, fünf Kilometer nördlich im Marsgebirge
- Stausee Osvětimany, östlich des Dorfes, Erholungsgebiet